# Tronchetto
Tronchetto är en artificiell ö i den västligaste delen av Venedig i Venediglagunen. Den byggdes under 1960-talet av bygg- och muddringsrester. Där finns bland annat ett parkeringshus för turister eftersom de inte kan ta bilen in i Venedig, kontor, en viktig frukt- och grönsaksgrossist, samt ACTV:s (Venedigs lokaltraffik) huvudkontor.

## Bilder

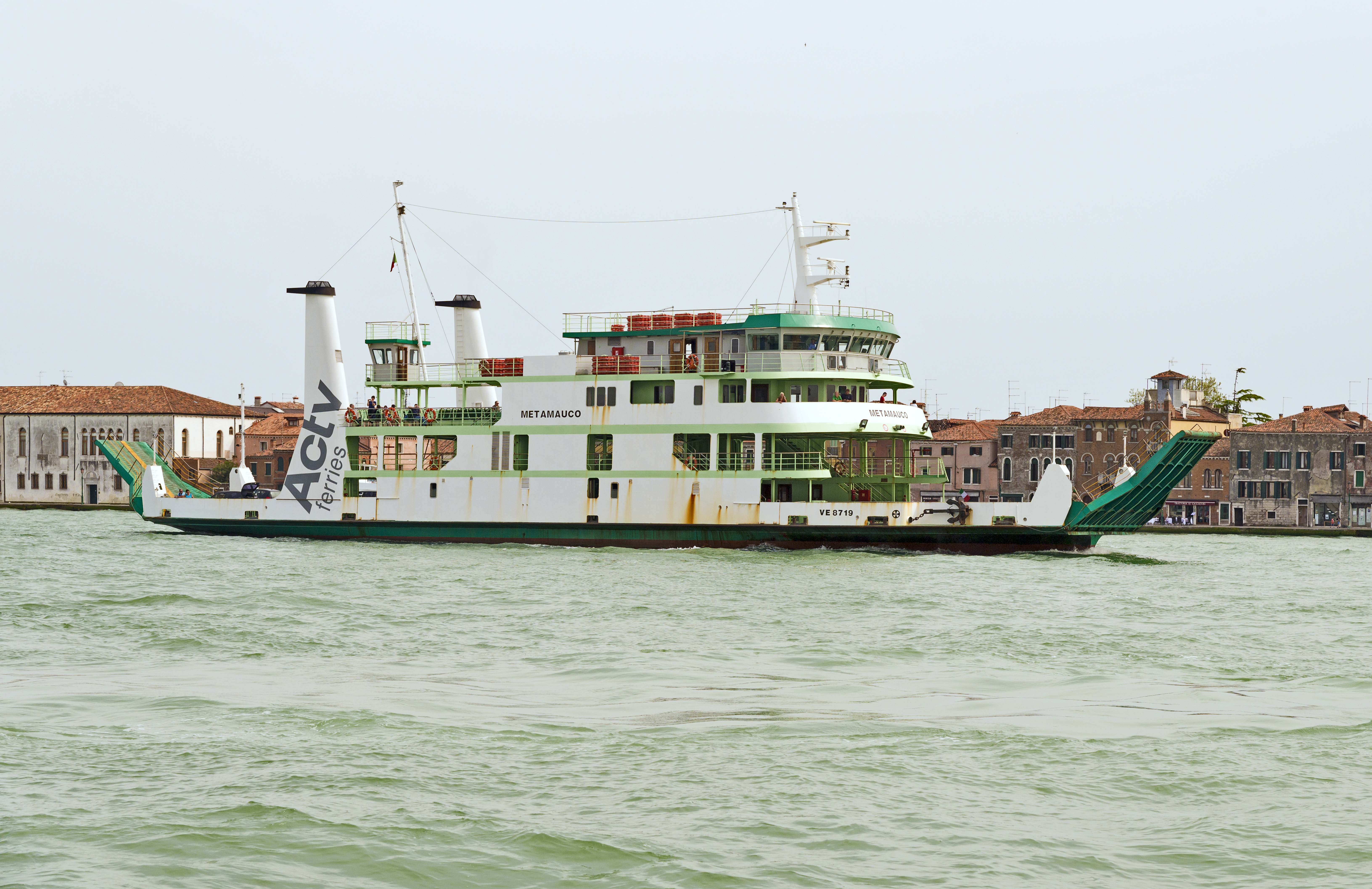
Färja från Tronchetto to Lido di Venezia
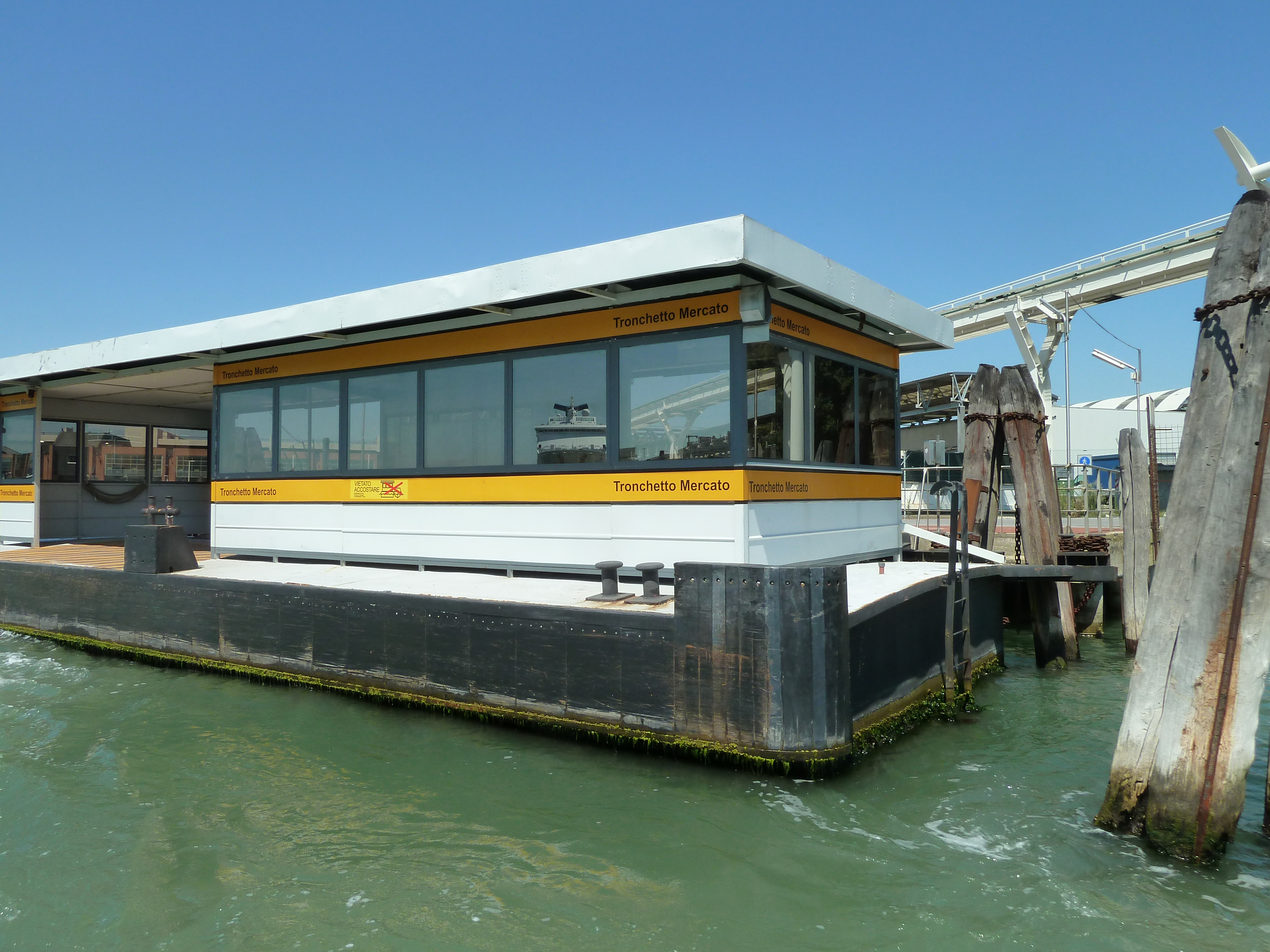
Tronchetto hållplats